# Anthony Henday

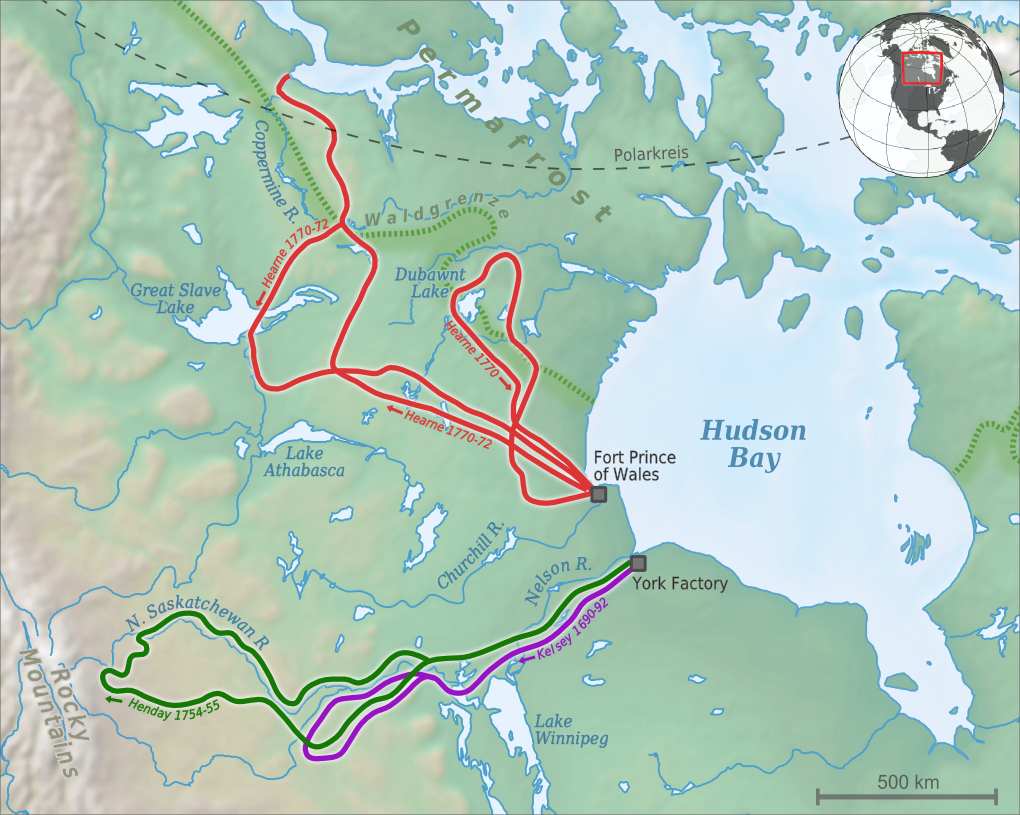
Anthony Hendays Expeditionsroute (grün).

Anthony Henday war ein britischer Entdecker, der im Auftrag der Hudson’s Bay Company eine Expedition in das Landesinnere von Kanada durchführte. Ausgehend von Fort York reiste er am 26. Juni 1754 mit Cree-Indianern auf deren Heimweg westwärts. Dabei drang er tief in die kanadische Prärie ein und bereiste die heutigen Provinzen Alberta und Saskatchewan. Nachdem er den Winter bei den Indianern verbracht hatte, erreichte er im Juni 1755 seinen Ausgangspunkt Fort York wieder.
Die kanadische Regierung, vertreten durch den für das Historic Sites and Monuments Board of Canada zuständigen Minister, ehrte Henday am 26. Mai 1956 für sein Wirken und erklärte ihn zu einer „Person von nationaler historischer Bedeutung“.